# 細胞報導
細胞報導(Cell Reports)是一份同行評審的科学期刊，刊出廣泛跨越生命科學學科的研究論文。 本期刊成立於2012年，由愛思唯爾出版集團所屬的細胞出版社所出刊的第一份开放获取期刊。

## 外部連結
- 官方网站